# Coreyova–Winterova eliminace
Coreyova–Winterova eliminace, též Coreyova–Winterova syntéza alkenů, Coreyova–Winterova alkenace, nebo Coreyova–Winterova–Eastwoodova alkenace je posloupnost chemických reakcí, kterými se přeměňují 1,2-dioly na alkeny.
Objevili ji Elias James Corey a Roland Arthur Edwin Winter.
Místo thiofosgenu, uvedeného výše, se často používá thiokarbonyldiimidazol, který je díky nižší toxicitě bezpečnější.

## Mechanismus
Mechanismus této reakce začíná tvorbou cyklického thiokarbonátu z diolu a thiofosgenu. Poté trimethylfosfit atakuje atom síry, čímž se vytvoří S=P(OMe)3; tento krok je řízen vznikem silné dvojné vazby P=S a oddělením karbenu. Karben poté odštěpí oxid uhličitý za vzniku alkenu.
Byl navržen i jiný mechanismus, ve kterém se nevytváří karben, ale dochází k ataku karboaniontu druhou molekulou trimethylfosfitu za štěpení vazby síra-uhlík. Karboanion stabilizovaný fosforem následně projde eliminací za vzniku alkenu a acylfosfitu, jenž se dekarboxyluje.
Coreyova-Winterova alkenace je stereospecifická: trans-diol[ujasnit] dává trans-alken a z cis-diolu[ujasnit] vzniká cis-alken.